# Grozni (Sovkhozni)
|  | Per a altres significats, vegeu «Grozni (desambiguació)». |

Grozni - Грозный (rus) és un khútor de la República d'Adiguèsia, a Rússia. Es troba a la vora esquerra del Bélaia, afluent del riu Kuban. És a 5 km al nord de Tulski i a 7 km al sud de Maikop.
Pertany al possiólok de Sovkhozni.